# Communauté de communes du Piémont de Barr
Die Communauté de communes du Piémont de Barr ist ein ehemaliger Kommunalverband (Communauté de communes) im elsässischen Département Bas-Rhin im Nordosten Frankreichs. Er besteht seit dem 28. Dezember 1995. Sitz des Verbandes ist die Kleinstadt Barr.
Mit Wirkung vom 1. Januar 2013 ist der Gemeindeverband der Communauté de communes Barr-Bernstein beigetreten und wurde damit aufgelöst.

## Mitgliedsgemeinden
- Andlau
- Barr
- Bourgheim
- Eichhoffen
- Gertwiller
- Goxwiller
- Heiligenstein
- Le Hohwald
- Mittelbergheim
- Saint-Pierre
- Stotzheim
- Valff
- Zellwiller